# Distrikt Putatan
Der Distrikt Putatan ist ein Verwaltungsbezirk im malaysischen Bundesstaat Sabah. Verwaltungssitz ist die Stadt Putatan. Der Distrikt Putatan ist Teil des Gebietes West Coast Division, zu dem die Distrikte Kota Kinabalu, Ranau, Kota Belud, Tuaran, Penampang, Putatan und Papar gehören.

## Geschichte
Bereits während der Zeit der Verwaltung durch die North Borneo Chartered Company war Putatan der Sitz eines Distriktbüros, das zu dieser Zeit im heutigen Kampung Lok Bonu, jenseits des Sungai Dumpil stand. Dort vereinigten sich damals die Mündungsgebiete von Sungai Dumpik und Sungai Putatan. Das ursprüngliche Grundstück des Putatan District Office gehörte Pengiran Muda Damit Tajuddin Pengiran Muda Hashim. Das Grundstück grenzte an Tanah Tulen Dumpil Meruntum das wiederum Pangeran Anak Untung Ibni Al-Marhum Sultan Hussin Kamaluddin, dem 16. Sultan von Brunei, gehörte. Gouverneur Treacher hatte das Grundstück samt dem bis dahin unabhängigen Flussgebiet (tulin) im Jahr 1884 von Pengiran Muda Damit Tajuddin für eine jährliche Pacht von 1000 Straits-Dollar für die Company erworben. Angesichts der vielen Putat-Bäume benannten die Briten den Platz in Putat Town und sie nutzten die Bäume sogar dazu, das Grundstück in Lok Bonu einzuzäunen. Unter den Einheimischen wurde aus Putat Town schließlich Putatan. Das heutige Putatan steht allerdings an einem anderen Platz.
Putatan war früher eine Stadt innerhalb des Distrikts Penampang. Durch die rapide Entwicklung Kota Kinabalus siedelten sich immer mehr Familien in den urbanen Randgebieten an, so dass Putatan im März 1997 durch den damaligen Ministerpräsidenten von Sabah, YAB Datuk Yong Teck Lee, zuerst den Status eines Unterdistrikts 5. Klasse (daerah kecil, wörtlich: kleiner Distrikt) zuerkannt bekam und schließlich am 1. März 2007 eigenständig und in den Status eines eigenen Distrikts erhoben wurde.

## Demographie
Putatan hat 68.811 (Stand: 2020). Die Bevölkerung des Distrikts betrug laut der letzten Volkszählung 54.733 Einwohner (Stand: Zensus 2010) und setzte sich überwiegend aus Malaien und Bajau sowie einer größeren Zahl von Kadazan-Dusun und Chinesen zusammen.

## Verwaltungssitz
Verwaltungssitz des Distrikts ist die Stadt Putatan.

## Gliederung des Distrikts
Die Gesamtfläche des Distrikts umfasst 198,5 km², davon entfällt jedoch der Großteil auf die anteiligen Meeresgebiete. Die reine Landfläche beträgt 29,72 km².
Der Distrikt ist in fünf Bezirke (mukim) aufgeteilt, denen wiederum mehrere Siedlungen (kampung) zugeordnet sind:
- MUKIM PETAGAS mit den Siedlungen Peringatan Petagas, Muhibbah, Contoh, Petagas, Tengah Padang und Sekambu.
- MUKIM PUTATAN mit den Siedlungen Sendil / Kapayan Baru, Teguli, Ulu/Seberang, Ketiau, Lok Bonu, Talang Taun, Tebongon, Sailan
- MUKIM PASIR PUTIH mit den Siedlungen Sri Pandan, Pasir Putih, Sepanggil und Meruntum
- MUKIM LOK KAWI mit den Siedlungen Lok Kawi Baru, Tombovo, Serigai / Dumpil, Potuki, Duvanson und Lembising
- MUKIM BUIT mit der Siedlung Kopimpinan